# George O'Brien
George O'Brien (San Francisco, 19 april 1899 – Tulsa, 4 september 1985) was een Amerikaans acteur. Hij was getrouwd met actrice Marguerite Churchill, met wie hij twee kinderen kreeg: Orin O'Brien en Darcy O'Brien.

## Biografie
O'Brien maakte zijn filmdebuut in 1922. In stomme films speelde hij naast Dolores Costello, Billie Dove en Olive Borden. Hij werkte vaak samen met regisseur John Ford. Hij speelde in de spektakelfilm Noah's Ark ook naast Costello. Ook in de bekende western Fort Apache (1948) had hij een rol.
O'Brien overleed in 1985 op 86-jarige leeftijd.

## Filmografie (selectie)
- The Iron Horse (1924)
- 3 Bad Men (1926)
- The Blue Eagle (1926)
- Sunrise: A Song of Two Humans (1927)
- Noah's Ark
- Salute (1929)
- Seas Beneath (1931)
- Fort Apache (1948)
- She Wore a Yellow Ribbon (1949)
- Cheyenne Autumn (1965)